# 160e division d'infanterie (Allemagne)
La 160e division d'infanterie  (en allemand : 160. Infanterie-Division ou 160. ID également appelée Division Nr. 160, 160. Reserve-Division ou 160. ResDiv.) est une division d'infanterie de l'armée allemande (Wehrmacht) durant la Seconde Guerre mondiale.

## Historique
La Division Nr. 160 est formée le 26 août 1939 à Hambourg dans le Wehrkreis X, en tant que division de l'Armée de remplacement sous le nom de Kommandeur der Ersatztruppen X.
Le 25 octobre 1939, l'état-major prend le nom de Kommandeur der Ersatztruppen X/1, puis le 8 novembre 1939, est renommé 160. Division, et enfin le 12 décembre 1939, prend le nom de Division Nr. 160.
Le 1er juin 1940, la division est transférée au Danemark dans le secteur de Viborg, et est placée sous le commandement tactique des troupes allemandes au Danemark avec le reste de la 170. Infanterie-Division sous le régime du district militaire X.
En 1941, la division est déplacée dans la région de Copenhague.
Le 1er octobre 1942, ses unités de remplacement sont transférés sur l'arrière et elle absorbe les bataillons d'instructions des Divisions Nr. 180 et 190.
Avec son reclassement en armée de réserve, la division prend le nom de 160. Reserve-Division le 7 novembre 1943.
Elle stationne au Danemark en tant qu'unité de formation.
Elle est renommée 160. Infanterie-Division le 9 mars 1945.

## Organisation

### Commandants
| Date                             | Grade           | Commandant                           |
| -------------------------------- | --------------- | ------------------------------------ |
| 8 novembre 1939 - 1er mai 1942   | Generalleutnant | Otto Schünemann                      |
| 1er mai 1942 - 1er juillet 1943  | Generalleutnant | Horst Freiherr von Uckermann         |
| 1er juillet 1943 - 1er août 1943 | Generalmajor    | Christophe de Stolberg-Stolberg (de) |
| 1er août 1943 - 10 juillet 1944  | Generalleutnant | Horst Freiherr von Uckermann         |
| 10 juillet 1944 - 8 mai 1945     | Generalleutnant | Friedrich Hofmann                    |

### Officiers d'opérations (Generalstabsoffiziere (Ia))
| Date                 | Grade | Commandant   |
| -------------------- | ----- | ------------ |
| 9 mars 1945 - ? 1945 | Major | Hans Pilster |

## Théâtres d'opérations
- Allemagne : novembre 1939 - Avril 1940
- Danemark : avril 1940 - Mai 1945

## Ordres de bataille
Division Nr. 160 1940
- Infanterie-Ersatz-Regiment (mot) 20
- Infanterie-Ersatz-Regiment 30
- Infanterie-Ersatz-Regiment 58
- Infanterie-Ersatz-Regiment 225
- Artillerie-Ersatz-Regiment 20
- Pionier-Ersatz-Bataillon 20
- Pionier-Ersatz-Bataillon 30
- Nachrichten-Ersatz-Abteilung 20
- Fahr-Ersatz-Abteilung 10
- Kraftfahr-Ersatz-Abteilung 10
- Bau-Ersatz-Bataillon 10

Division Nr. 160 décembre 1941
- Infanterie-Ersatz-Regiment 58
- Infanterie-Ersatz-Regiment 225
- Artillerie-Ersatz-Abteilung 58

160e division de réserve novembre 1942
- Divisions-Kommando Holsted
- Reserve-Grenadier-Regiment 58
- Reserve-Grenadier-Regiment 225
- Reserve-Grenadier-Regiment 290
- Reserve-Artillerie-Regiment 20
- Heeres-Flak-Artillerie-Regiment 20
- Heeres-Flakartillerie-Ersatz- und Ausbildungs-Abteilung 280
- Reserve-Pionier-Bataillon 30
- Versorgungseinheiten 1060

Division Nr. 160 décembre 1942
- Infanterie-Ersatz-Regiment 58
- Infanterie-Ersatz-Regiment 225
- Artillerie-Ersatz-Regiment 20
- Heeres-Flakartillerie-Ersatz- und Ausbildungsabteilung 280

160e division d'infanterie
- Grenadier-Regiment 657
- Grenadier-Regiment 658
- Grenadier-Regiment 659
- Artillerie-Regiment 1060
- Divisions-Füsilier-Kompanie 160
- Pionier-Bataillon 1016
- Divisions-Versorgungs-Regiment 1060